# Jakub Bulski
Jakub Bulski (ur. 29 kwietnia 1998 w Krakowie) – polski piłkarz ręczny, obrotowy. Wychowanek Vive Tauron Kielce. Od 2017 zawodnik KSZO Ostrowiec Świętokrzyski.

## Kariera
Swoją karierę rozpoczynał w rezerwach Vive Kielce. W 2016 roku otrzymał powołanie na młodzieżowe mistrzostwa Europy. W 2017 w związku z wycofaniem rezerw Vive trafił do KSZO Ostrowiec Świętokrzyski.